# 다카세 다이세이
다카세 다이세이(일본어: 髙瀨 太聖, 2003년 2월 8일~)는 일본의 축구 선수이다.

## 구단 경력
그는 202년 J3리그의 FC 이마바리에 입단했다. 2024년까지 32경기에 출전하여, 3득점을 넣었다. 2025년 일본 풋볼 리그의 미네베아 미쓰미 FC로 이적했다.